# فرانك ميرفي (لاعب كرة قدم بريطاني)
فرانك ميرفي (بالإنجليزية: Frank Murphy)‏ (6 ديسمبر 1915 - 12 فبراير 1984) هو مدرب كرة قدم ولاعب كرة قدم بريطاني (وحمل سابقاً جنسية المملكة المتحدة لبريطانيا العظمى وأيرلندا) في مركز جناح ‏. لعب مع نادي سلتيك.

## وصلات خارجية
- فرانك ميرفي على موقع قاعدة بيانات كرة القدم.إي يو (الإنجليزية)